# جورج فون ألبرشت
جورج فون ألبرشت (بالألمانية: Georg von Albrecht)‏ (و. 1891 – 1976 م) هو ملحن، وعازف بيانو، وأستاذ جامعي ألماني، ولد في قازان، يستخدم آلات بيانو، توفي في هايدلبرغ، عن عمر يناهز 85 عاماً.

## التعليم
تعلم في Tsarskoye Selo Gymnasium ‏
.